# Moviment Turcman d'Independents
Moviment Turcman d'Independents és un partit polític turcman de l'Iraq. Està dirigit per Kenaan Shakir. És una organització formada per diverses persones d'ètnica turcman de tendència nacionalista i filoturques. El 1995 va ingressar al Front Turcman Iraquià. Publica la revista Bağimsiz.
La bandera del partit és de color rosat amb mitja lluna i sis estrelles vermelles que són les províncies de Turkmeneli (Terra dels Turcmans) situada prop del pal. L'emblema és un cercle rosa amb la mitja lluna i sis estrelles vermelles.